# Campeonato Porto-Riquenho de Patinação Artística no Gelo
O Campeonato Porto-Riquenho de Patinação Artística no Gelo é uma competição nacional anual de patinação artística no gelo de Porto Rico. Os patinadores competem em três eventos, individual masculino, individual feminino, e dança no gelo. 
A competição determina os campeões nacionais e os representantes de Porto Rico em competições internacionais como Campeonato Mundial, Campeonato Mundial Júnior, Campeonato dos Quatro Continentes e os Jogos Olímpicos de Inverno.

## Edições
| Ano (Edição) | Cidade sede          | Sênior               | Sênior               | Ref                  |
| Ano (Edição) | Cidade sede          | M                    | F                    | Ref                  |
| ------------ | -------------------- | -------------------- | -------------------- | -------------------- |
| 2001         | Pennsauken           | –                    | •                    | [ 1 ]                |
| 2002         | Não houve competição | Não houve competição | Não houve competição | Não houve competição |
| 2003         |                      | –                    | •                    | [ 1 ] [ 2 ]          |
| 2004         | Farmington Hills     | •                    | –                    | [ 1 ] [ 3 ]          |
| 2005         | Taylor               | –                    | –                    | [ 1 ] [ 4 ]          |
| 2006         | Mount Laurel         | –                    | •                    | [ 1 ] [ 5 ]          |
| 2007         | Mount Laurel         | –                    | •                    | [ 1 ] [ 6 ]          |
| 2008         | Mount Laurel         | –                    | –                    | [ 1 ] [ 7 ]          |
| 2009         | Mount Laurel         | –                    | •                    | [ 8 ] [ 9 ]          |
| 2010         |                      | •                    | •                    | [ 10 ]               |

## Lista de medalhistas

### Sênior

#### Individual masculino
| Ano       | Ouro                                      | Prata                                     | Bronze                                    |
| 2004      | Rohene Ward                               | Nenhum outro competidor                   | Nenhum outro competidor                   |
| 2005–2009 | Não houve disputa do individual masculino | Não houve disputa do individual masculino | Não houve disputa do individual masculino |
| 2010      | Andrew Huertas                            | Nenhum outro competidor                   | Nenhum outro competidor                   |

#### Individual feminino
| Ano       | Ouro                                     | Prata                                    | Bronze                                   |
| 2001      | Kristine Stone Cruz                      | Nenhuma outra competidora                | Nenhuma outra competidora                |
| 2002      | Não houve competição                     | Não houve competição                     | Não houve competição                     |
| 2003      | Kristine Stone Cruz                      | Nenhuma outra competidora                | Nenhuma outra competidora                |
| 2004–2005 | Não houve disputa do individual feminino | Não houve disputa do individual feminino | Não houve disputa do individual feminino |
| 2006      | Victoria Muniz                           | Nenhuma outra competidora                | Nenhuma outra competidora                |
| 2007      | Victoria Muniz                           | Nenhuma outra competidora                | Nenhuma outra competidora                |
| 2008      | Não houve disputa do individual feminino | Não houve disputa do individual feminino | Não houve disputa do individual feminino |
| 2009      | Victoria Muniz                           | Nenhuma outra competidora                | Nenhuma outra competidora                |
| 2010      | Victoria Muniz                           | Nenhuma outra competidora                | Nenhuma outra competidora                |